# A14 (Kasachstan)
Die A14 ist eine wichtige Straße in Kasachstan im Süden des Landes. Die Straße verbindet die Stadt Taras mit der Grenze zu Kirgisistan. Es ist die kürzeste A-Straße im Land.

## Straßenbeschreibung
Die A14 beginnt in der Stadt Taras und bietet eine Zufahrt auf die A2 nach Schymkent und läuft nach Almaty. Die A14 führt nach Süden durch ein Tal. Nach Grodekowo folgt sie der Grenze zu Kirgisistan. Die Route führt an Kirgisistan vorbei an Talas und dann in Richtung der M41 weiter.

## Geschichte
Die A14 wurde im Jahr 2011 umnummeriert. Es ist unklar, welchen Straße die A14 ersetzt. Möglicherweise war die Straße nummeriert, was aber unwahrscheinlich für so eine Verbindung wäre.

## Großstädte an der Autobahn
- Taras
- Grodekowo